# レ・コロック
Les Colocs (レ・コロック／フランス語で『同居人』の意) は、カナダのケベック地方を代表する90年代の音楽グループ。1993年のデビューから2001年の解散までの8年間、常にトップアーティストとして活躍した。

## 略歴
1990年にボーカルのDédé（デデ）とドラムスのJimmy（ジミー）により結成される。当時Dédéの自宅であったモントリオール市プラトー・モンロワイヤル地区のアパートSuite 2116に映画・音楽仲間が集まりセッションをしていたことからLes Colocs(同居人)というバンド名となった。
1993年に最初のシングル『Julie（ジュリー）』が大ヒット。同年の『La Rue Principale（目抜き通り）』では、チャート60週連続1位という記録を打ち立て、その年の音楽賞を総なめとする鮮烈なデビューを果たした。
ケベコワ（ケベック訛り）と呼ばれるケベック独特のフランス語で歌い、風刺の利いた歌詞を陽気なリズムにのせた独自の音楽スタイルは、フランス語圏カナダのみならず、フランス、ベルギー、スイスなどの他のフランス語圏でも人気を博した。
また、1995年に行われたカナダ連邦政府からのケベック州独立を巡る住民運動では、ケベック分離主義の象徴として独立を望む若者に多大な影響を与え、政治的にも重要な役割を担った。
1994年にハーモニカのPat（パット）がAIDS発病により死去、そして2000年にはボーカルのDédéが謎の自殺を遂げた事はケベック社会に大きな衝撃を与え、そのために伝説のバンドとしてケベック人の心に強く残っている。Dédéの死後、メンバーがギターとベースの2人のみとなったColocsは実質的にバンド継続が困難となり、Dédéにゆかりのあるミュージシャン達で最後のアルバムSuite 2116を発表するが、商業的には振るわず正式解散となった。
2006年にはDédéの生家の前の通りはChemin Dédé-Fortin（デデ・フォルタン通り）と改名され、また、2009年3月には、彼らの最後のレコーディングの様子と Dédéの死を描いた映画、『Dédé à travers les brûmes（デデは霧の彼方に）』が、ケベックのラップグループLoco Locass（ロコロカス）のメンバーであり、俳優のSébastien "Batlam" Ricard（セバスチャン・リシャール／通称：バトラム）主演で公開される。映画サントラとしてBatlamによるカバーアルバムの発売も予定さるなど、近年Les Colocs再評価の動きが高まっている。

## デビュー / Patの死
1992年、メジャーデビューを目指したColocsは、地元ラジオ局主催のタレントコンテスト『L'Empire des futures stars（未来のスター帝国）』に参加した。しかしコンテストのスポンサーであるレコード会社との契約を拒否したため、コンテスト優賞の資格を失った。彼らにはデビューを急ぐ理由があったが、同時にこの契約を拒否する理由もあった。
フランス人のPatは、カナダでの正規の労働権を持たず、また、余命幾ばくも無いAIDS患者であった。Patがカナダで生きるため、また、彼が死ぬ前にレコーディングするという夢を叶えるには、スポンサーが示した2年以内のデビューという条件はあまりにも厳しいものだった。ほどなくして別のレコード会社が示した、即デビューの条件に彼らは飛びつき、5年契約を結んだ。この契約は版権に関してかなり不利な条件であったが、デビュー前の彼らには関係のない事であった。
1993年、ついに彼らの夢は叶えられ、デビューアルバムLes Colocsが発売された。ラジオで彼らの曲が流れるや否や瞬く間に人気に火がつき、レコードは飛ぶように売れた。一躍スターとなった彼らはPatの母国フランスへも凱旋ツアーを行い、また、カナダを代表するミュージシャンとして女王エリザベス2世（英女王がカナダ女王を兼任）主催の王室式典にも呼ばれるほどになった。
しかし契約により自らのレコードに関するほとんどの著作権を持たなかった彼らは、その莫大なレコード売上を受取る事は無かった。彼らが手にしたのはわずかな演奏料と、ライブの出演料だけだった。（長年に渡る裁判により現在は著作権を取り戻している。）
年間300ライブというハードスケジュールをこなすうち、Patの病状は悪化。ついにはツアーから離脱した。そして、デビュー翌年の1994年11月。ツアーから戻ったDédéとJimmyは、自宅で危篤状態となっていたPatを見つけ病院に搬送した。Patは救出されるまでの3日間、飲まず喰わずでただベッドに横たわり窓の外を見つめ、仲間の助けを待っていた。その3日間に感じたPatの孤独と死への思いは、3枚目のアルバムのタイトル曲『Dehors Novembre（11月の窓の外）』となり、また同時にこのアルバムは、後に自殺したDédéの遺書ともなった。
病院に搬送された3日後の1994年11月13日。母国フランスから遠く離れたモントリオールで、Patは仲間達が見守る中、安らかに息を引き取った。
死を目前にしながらも明るく陽気に振る舞い、皆に愛されるキャラクターであったPatを失ったColocsは深い悲しみに包まれた。そして1995年、TERMINUS（終焉）と銘打ったPatの追悼ライブが行われた。このライブ予定が発表されると、マスコミやファン達はそのツアータイトルからバンドの解散を疑った。しかしこのライブは、Patと共に在ったColocsの終焉であり、全てをPatに捧げたデビュー時代の終着点であった。
Patの死後、Colocsは、AIDS患者の支援と、AIDS予防のためのボランティア活動を積極的に行った。

## メンバー
- André "Dédé" Fortin（アンドレ・フォルタン／通称：デデ）：リーダー、ボーカル、ギター、タップダンス、パーカッション。1962年11月17日生。ケベック州ラクセンジャン出身。Colocsの全てのビデオクリップ製作を手がけるなど、音楽の才能のみならず映像作家としても高い評価を受ける。2000年5月8日、自宅にて割腹自殺（2度の検死を経て自殺と断定）。彼の死後、マネージャーのRaymond Paquinによる伝記『Dédé』が出版された。
- Patrick Esposito di Napoli（パトリック・エスポジト・ディ・ナポリ）：ハーモニカ、ボーカル。1964年生。フランスのピレネー・オリエンタル県ペルピニャン出身。シカゴでブルースをやるために北米に渡ってきたが、モントリオールへ滞在中にColocsと運命的に出会い、生涯シカゴに行く事はなかった。注射針の共有によりAIDSに感染し、1994年11月13日死去。
- Mike Sawatzky（マイク・サワツキー）：ギター、ハーモニカ、サックス、ボーカル。サスカチュワン州サスカトゥーン出身。アメリカンインディアンのクリー族だがドイツ系の養父母に育てられ、メンバー中で唯一、英語を母国語とする。Dédéの死の第一発見者であり、最後のColocsのメンバーとなった。2005年にバンドStéréotaxie（ステレオタクシー）を結成。
- Serge Robert（セルジュ・ロベール）：ベース、コントラバス、ボーカル。1971年生。ケベック州ヴィル・ラサール出身。Patがたまたまトイレで読んでいた新聞にバンド募集の個人広告を出していたことからメンバーとなった。1995年にソロに転向するため脱退。以降Mononc' Serge（モノンク・セルジュ）の芸名でソロ活動を継続。
- Jimmy Bourgoing（ジミー・ブルゴワン）：リーダー、ドラム、パーカッション、コーラス。1962年8月16日生。ケベック州セプティル出身。当時ベーシスト（現在ソロシンガー）であったMarc Déry（マーク・デリー）と共にロンドンでデビューを目指していたが、事故で大怪我を負い帰国。リハビリ後、Marcと共にColocsに誘われ正式メンバーとなった。1998年にレコーディングを巡る音楽性の違いから脱退。現在Traveling Band（トラベリング・バンド）に在籍中。

## アルバム
- 1993年 - Les Colocs
  - 01. Dédé
  - 02. La rue principale
  - 03. Passe-moé la puck
  - 04. Mauvais caractère
  - 05. Séropositif boogie
  - 06. La Traversée
  - 07. Je chante comme une casserole
  - 08. Maudit qu'le monde est beau
  - 09. Juste une p'tite nuite
  - 10. Julie

- 1995年 - Atrocetemique
  - Disk 1
    - 01. La chanson du Scorpion
    - 02. Bonyeu
    - 03. La p'tite bebitte
    - 04. Ain't giving up
    - 05. J'ai pas compris
    - 06. Atrocetomique
    - 07. On va crever en attendant l'été
    - 08. Tout l'monde
    - 09. Heho
    - 10. Luvla girl
    - 11. Hong kong blues
    - 12. Prends tes bagages

  - Disk 2 (Live)
    - 01. Julie
    - 02. Le roi d'angleterre
    - 03. La rue principale
    - 04. Dédé
    - 05. Je chante comme une casserole
    - 06. Séropositif boogie
    - 07. Juste une p'tite nuite
    - 08. Maudit qu'le monde est beau
    - 09. Mauvais caractère
    - 10. La Traversée
    - 11. Passe-moé la puck
    - 12. Le pouding à l'arsenic
    - 13 - Je suis snob

- 1998年 - Dehors Novembre
  - 01. Belzébuth
  - 02. Pis si ô moins
  - 03. Tassez-vous d'là
  - 04. La maladresse
  - 05. Le répondeur
  - 06. Tout seul
  - 07. U-turn
  - 08. Tellement longtmemps
  - 09. Dehors novembre

- 2000年 - Les Années 1992-1995
  - 01. La rue principale
  - 02. Passe-moé la puck
  - 03. Julie
  - 04. Maudit que le monde est beau
  - 05. Je chante comme une casserole
  - 06. La traversée
  - 07. La chanson du Scorpion
  - 08. Dédé
  - 09. Bonyeu

- 2001年 - Suite 2116
  - 01. Naala Yééssi
  - 02. Paysage
  - 03. Rythmes siko
  - 04. Bossa
  - 05. Pis si ô moins
  - 06. Le Parti Robin des bois
  - 07. Wéétoo
  - 08. Du temps pour essayer

- 2003年 - Live 1993-2000
  - 01. Passe-moé la puck
  - 02. La rue principale
  - 03. Juste une p'tite nuite
  - 04. Maudit que le monde est beau
  - 05. Julie
  - 06. La traversée
  - 07. On va crever en attendant l'été
  - 08. Dédé
  - 09. Mauvais caractère

## ミュージックビデオ
- La P'tite Bebitte (デビュー前未発表Ver.) 映像後半
- Dédé (デビュー前未発表Ver.)
- Julie (1993)
- Passe-Moé La Puck (1993)
- La Rue Principale (1993)
- Bonyeu (1996) 映像前半
- Pis Si O Moins (1998)
- Tassez-Vous De D'la (1998) 映像前半
- Tout Seul (1999) 映像後半
- DVD：L'intégrale 1993-2000 (2002)
- 映画：MASTER QUOK ou Terreur dans le Chinatown

## 受賞
（Gala de l'ADISQ）
- 1993年 - 新人賞、グループ賞、ビデオクリップ賞（Julie）
- 1994年 - グループ賞
- 1995年 - ビデオクリップ賞（La Rue Principale）
- 1998年 - アルバム賞（Rock部門）
- 1999年 - グループ賞